# Бархатница буковая
Бархатница буковая, или Бархатница бухарниковая или гиппарх буковый (лат. Hipparchia fagi) — вид дневных бабочек из рода Hipparchia в составе семейства Бархатницы.

## Этимология латинского названия
Fagi (с латинского, ботаническое) — «буковая». Название дано по преобладающей в биотопе типовой местности древесной породе — буку.

## Описание
Длина переднего крыла 27—40 мм. Крылья сверху бурые, внешние края с беловатым опылением, пронизанным жилками (у самца оно не всегда хорошо выражено). У апекса крупный чёрный глазок, у самки ниже ещё один мелкий глазок. Снизу внешние края крыльев обоих полов чёткие, яркие, а остальная часть крыльев в сероватой ряби. В центральной ячейке снизу передних крыльев отчётливая изломанная чёрная линия. Снизу задних крыльев отчётливая изломанная чёрная линия ограничивает прикорневую половину.

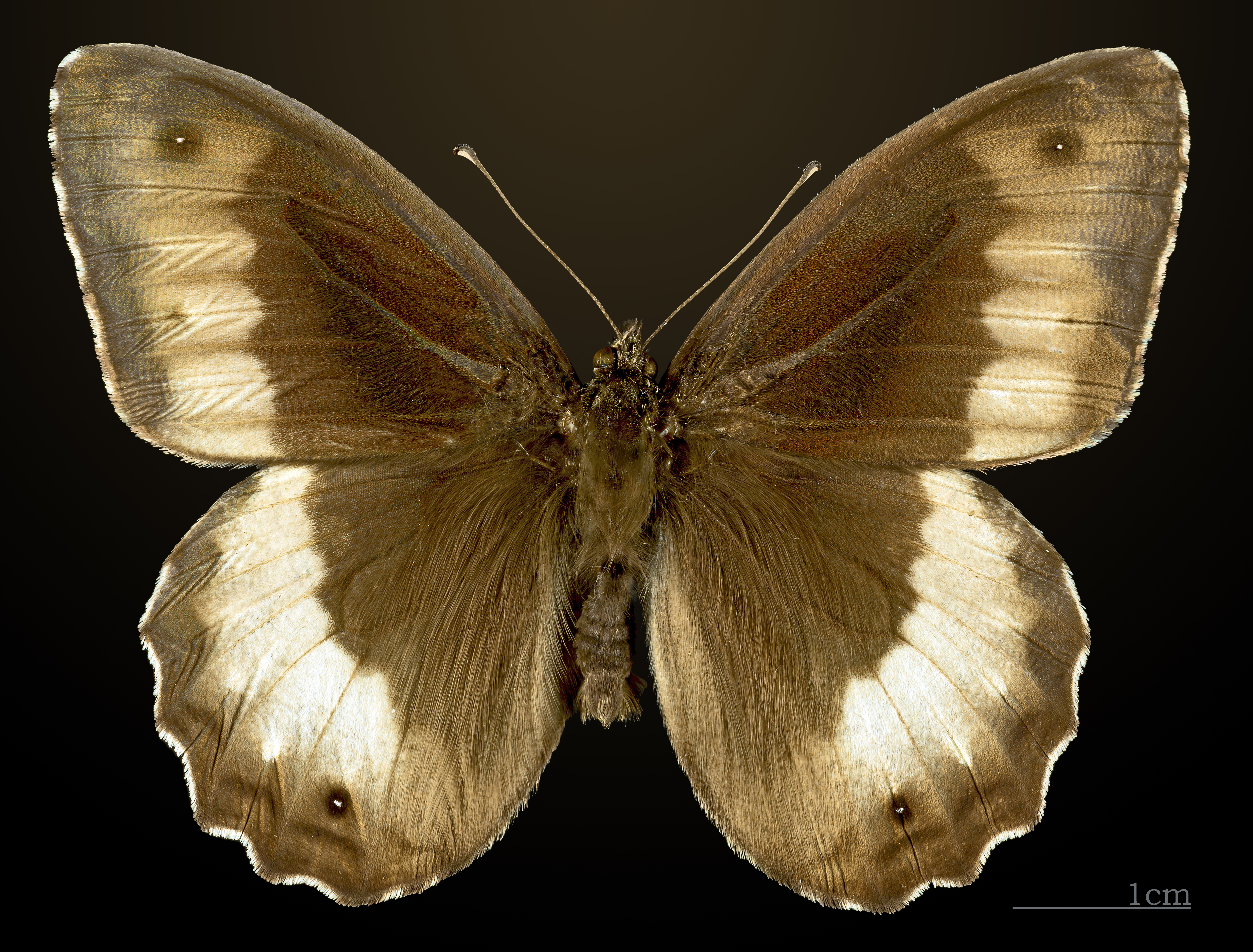
♂
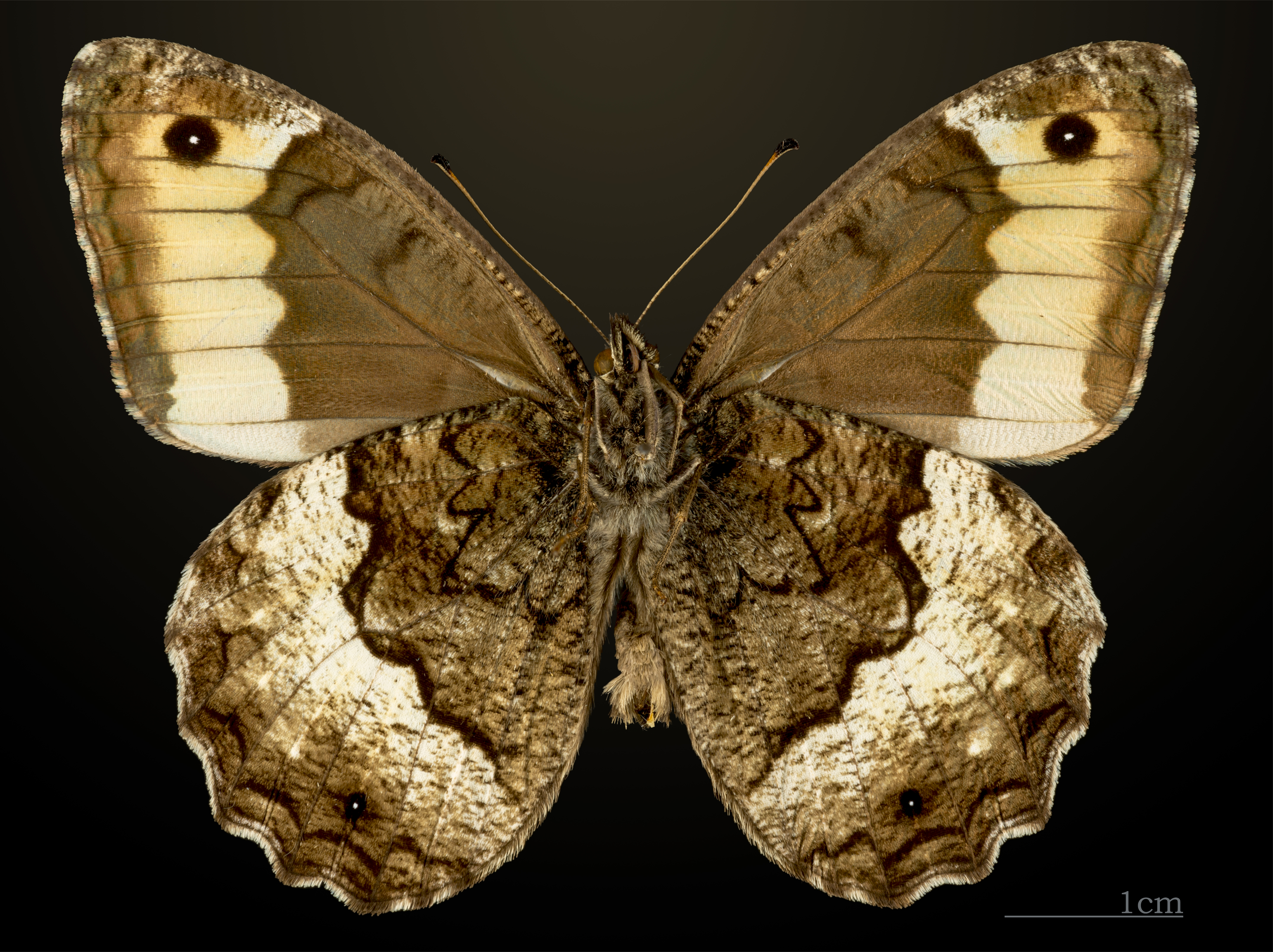
♂ △
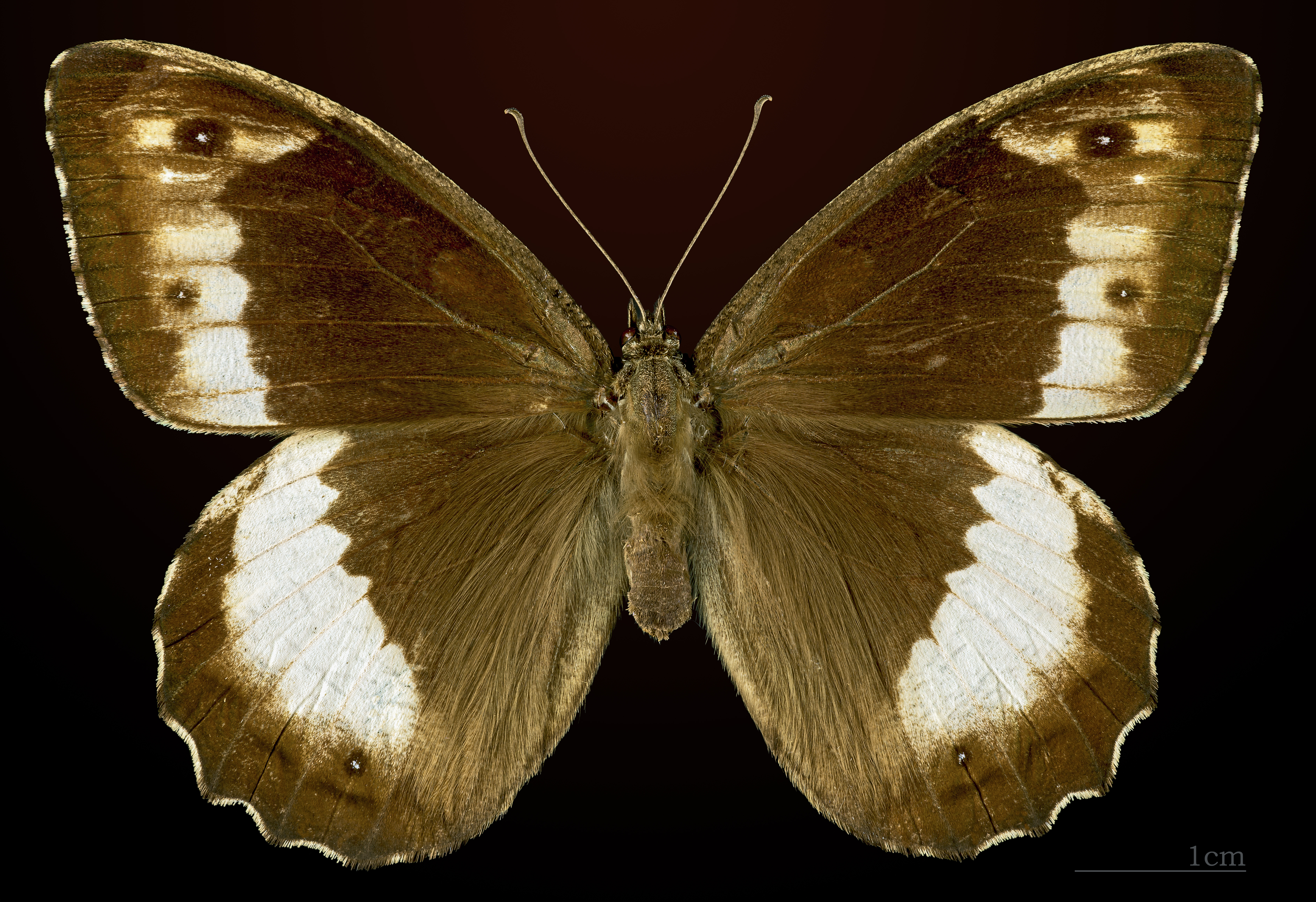
♀
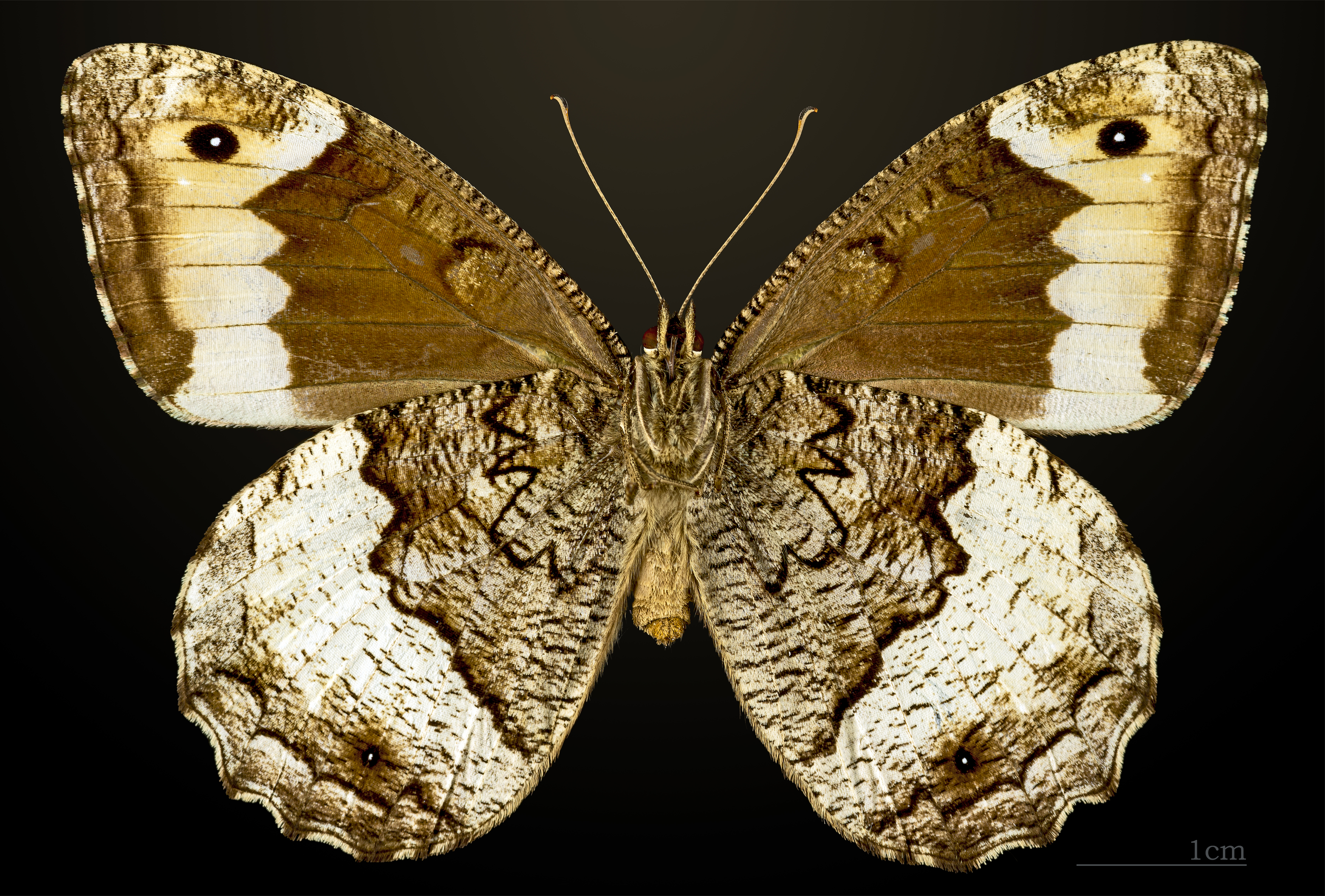
♀ △

## Ареал и местообитание
Средняя, Южная и Восточная Европа, Южный Урал, Кавказ, Западный Казахстан. Встречается Северной Испании по Южной и Центральной Европе, степной и частично лесостепной зонам Украины и Южной России до Нижнего Поволжья.
Населяет широколиственные леса. В Закарпатье обитает на южных склонах вулканических останцов, поросших редколесьем из дуба скального, на высотах до 300 м над ур.м. В Крыму — в хвойных редколесьях южных склонов Главной гряды, в разреженных горных лесах и, реже, на яйле (горная, платообразная степь).

## Биология
Развивается в одном поколении, лет отмечен с середины июня по август — начало сентября. В Крыму бабочки часто наблюдаются в редколесьях, где имаго сидят на стволах деревьев, иногда по несколько особей на одном стволе, часто — на почве у оснований деревьев. Бабочки держатся под пологом леса, перелетая с одного ствола на другой. Питаются древесным соком.

## Жизненный цикл
Яйца светлые, бочковидные, ребристые.
Гусеница телесного цвета с сероватым или коричневым оттенком. Вдоль спины тёмная прерывистая линия, отчётливая после шестого сегмента. По бокам затенение, похожее на продольную полосу. Голова жёлто-серая, с четырьмя — шестью слабыми тёмными штрихами. Конец тела раздвоен. Кормовые растения: бухарник, коротконожка перистая, Brachypodium pinnatum — коротконожка перистая, Brachypodium sp. — коротконожка, Bromus erectus — кострец прямой, Bromus sp. — костер, Festuca rubra — овсяница красная, Festuca sp. — овсяница, Holcus lanatus — бухарник шерстистый, Holcus mollis — бухарник мягкий.
Гусеницы развиваются с сентября (зимуют) по июнь, активны преимущественно ночью.
Куколка тёмно-коричневая с более светлыми крыловыми зачатками; свободно лежит на земле.